# ラウル2世 (ヴェルマンドワ伯)
ラウル2世（フランス語：Raoul II, 1145年 - 1167年6月17日）は、ヴェルマンドワ伯およびヴァロワ伯（在位：1160年 - 1167年）。若伯または癩伯といわれる。

## 生涯
ラウル2世はヴェルマンドワ伯ラウル1世とその2番目の妃ペトロニーユ・ダキテーヌの息子である。
1160年ごろにマルグリット・ダルザスと結婚した。マルグリットは1191年にフランドル女伯となった。1163年ごろよりハンセン病にかかり、結婚を完遂することができず、結婚は解消された。嗣子がおらず、姉エリザベートが1167年にヴェルマンドワ伯位を継承した。